# Gerazym (Szaraszenidze)
Gerazym, imię świeckie Giorgi Szaraszenidze (ur. 20 maja 1958 w Tbilisi) – gruziński duchowny prawosławny, od 2007 metropolita Zugdidi i Caiszi.

## Życiorys
20 lipca 1997 otrzymał święcenia diakonatu, a 10 sierpnia tegoż roku – prezbiteratu. 11 października 1998 otrzymał chirotonię biskupią. 3 czerwca 2007 podniesiony został do godności metropolity.